# الجزيرة بلس
الجزيرة بلس (بالإنجليزية: Al Jazeera plus) واختصاراً (+AJ)، هي خدمة رقمية تقدِّمُها شبكة الجزيرة الإعلامية، تسلِّط عبرها الضوء على الإنسان، وتمنح شريحة الشباب مساحة للحوار والنقاش، وتسعى هذه الخدمة إلى تقديم منبر عبر منظور مختلف للأحداث الراهنة. ويتركز هدف الجزيرة بلس على الالتقاء بجمهورها عبر كافة المنصات الرقمية عبر تقديم مادة صحفية تناسب طبيعة تلك المنصات الاجتماعية بما فيها فيسبوك ومنصة إكس (X) - تويتر سابقاً - ويوتيوب وإنستغرام وتطبيق الجزيرة بلس على الجوال.
وحقَّقت فيديوهات الجزيرة بلس على كافة منصات التواصل الاجتماعي أكثر من مليار مشاهدة منذ انطلاقها في 26 نوفمبر 2013 باللغة الإنجليزية وحتى أكتوبر 2015.

## الانطلاقة
أعلنت شبكة الجزيرة الإعلامية يوم 15 سبتمبر 2014 عن إطلاق الجزيرة بلس (AJ+) باللغة العربية بعد إطلاق النسخة الإنجليزية في 26 نوفمبر 2013، وهي خدمة إخبارية تسلط الضوء على النزاعات والإنجازات البشرية، وتوفر أخباراً ومعلومات حول أهم القصص والأخبار العالمية.
ويعد التطبيق الجديد لهذه الخدمة إضافة نوعية للخدمات الإعلامية التي تقدمها الجزيرة، إذ يمكن جمهور الشباب بشكل خاص من تحصيل المعلومات عبر الهواتف النقالة ومنصات التواصل الاجتماعي.
وقد صدرت نسخة «+AJ عربي» كمساحة رقمية على مواقع التواصل الاجتماعي للناطقين بالعربية حول العالم، تسعى لتوفير جو يحفز على الحوار والتفاعل وتبادل القصص والتجارب والتقريب بين الثقافات واللهجات المختلفة.

### التطبيق
توفر شبكة الجزيرة تطبيق "+AJ" لمستخدمي نظامي «آي أو أس» و«أندرويد». ويذكر أن التطبيق يعرض الأخبار في شكل بطاقات مما يجعل استلام الأخبار والاطلاع عليها أكثر سرعة وحيوية وبساطة.
وتتضمن البطاقات:
- الفيديو: يتميز بحجمه الصغير وقابليته للمشاركة والتفاعل، وتهدف بطاقات الفيديو إلى تمكين المتلقي من المعلومات التي تجعله يدرك ما يدور في العالم من حوله.
- المناظرة: تتيح هذه البطاقات التصويت على موضوع معين، وأخذ الموقف والدفاع عن الرأي الخاص بالمتلقي داخل هذا المجتمع التفاعلي.
- المحادثة: تعتمد بطاقة المحادثة على ربط المتلقي بمجتمع عالمي للمشاركة والتعلم من الأعضاء الآخرين.
- الاختبار: تقدم بطاقات الاختبار وسائل جديدة ومرحة لاستكشاف القصص.
- الفن: صممت بطاقة الفن لتسليط الضوء على النقاط الرئيسية حول هذه القضايا. وقد أعدت بطريقة تتيح لك مشاركتها عبر منصات التواصل الاجتماعي

## المقدمون
- دينا تكروري – مذيعة/منتجة أولى
- إيماين إيبانجا – مقدم/منتج
- يارا المجوي – مقدمة ومنتجة
- تميم البرغوثي (عربي)
- نيكولاس خوري (عربي)
- بشر نجار (عربي)
- أشرف إبراهيم (عربي)

المحاضرين السابقين
- سناء سعيد – مقدمة/منتجة
- جيلاره درابي – مقدم
- فرانشيسكا فيورنتيني - مذيعة/منتجة أولى
- أحمد شهاب الدين - مذيع/منتج كبير
- عمران جاردا – مقدم/منتج كبير
- دان إليتش - مقدم برامج
- منى حوا (عربي)
- أحمد الغندور (عربي)

تستضيف AJ+ أحيانًا مراسلي قناة الجزيرة الإنجليزية، ومراسلي قناة الجزيرة أمريكا قبل إغلاقها، وذلك حسب نوع الخبر الذي يغطونه.